# Giovanni Boccati (malíř)
Giovanni Boccati či Giovanni di Pier Matteo Boccati (kolem 1420, Camerino, Itálie – po 1480, Itálie) byl italský renesanční malíř.

## Životopis

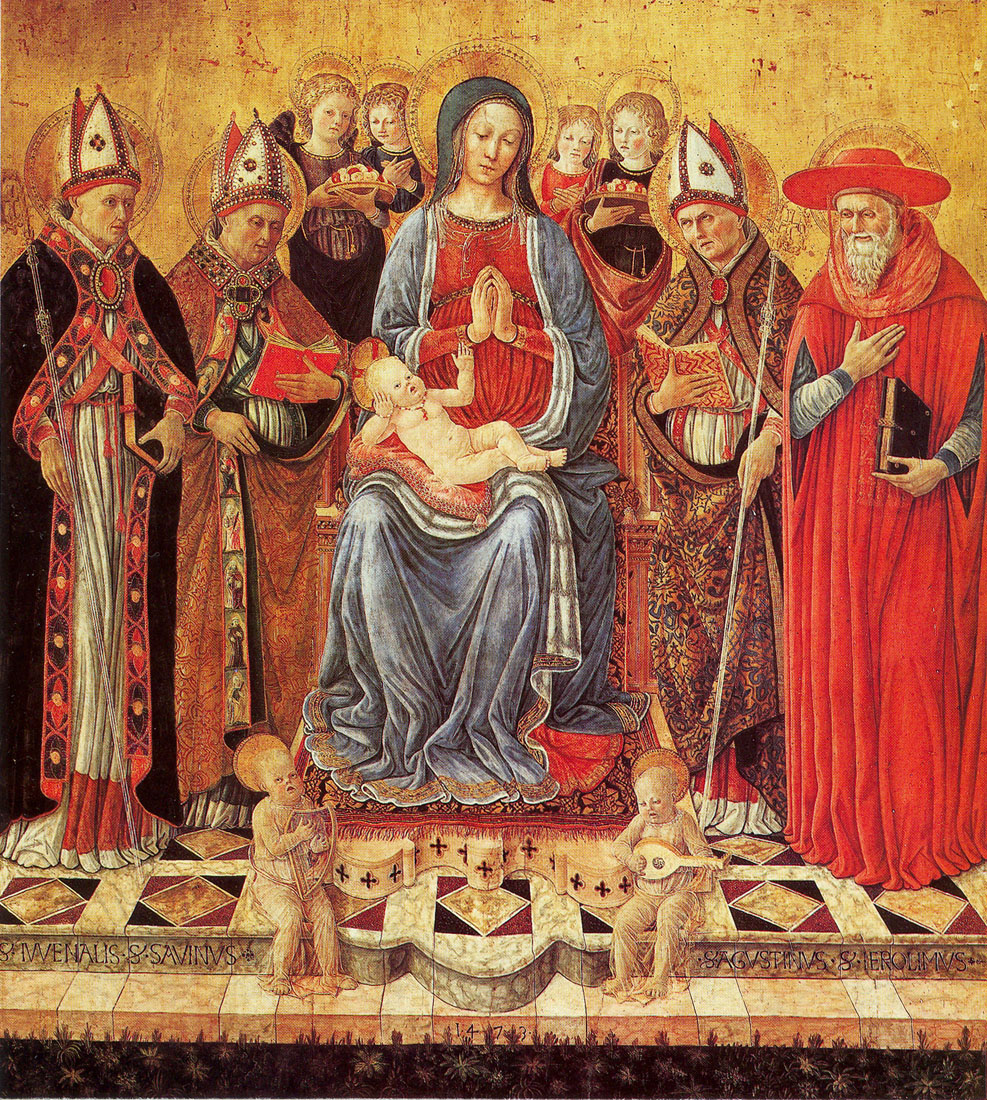
Panna s dítětem na trůně obklopená anděly, serafíny a svatými

Giovanni Boccati se narodil v Camerinu v oblasti Marche. Žil a pracoval v Camerinu, Padově, Perugii a Urbinu. V roce 1445 se stal občanem Perugie. Jeho prvním dokumentovaným dílem je Madonna del Pergolato z roku 1447; tento obraz a obraz Madonna dell’Orchestra a Pietà z roku 1479 jsou vystaveny v Galleria Nazionale dell’Umbria v Perugii.
U koho se Boccati učil malovat není známo. Jeho styl naznačuje vlivy malířů, jako jsou Fra Angelico, Filippo Lippi a Domenico Veneziano.
Namaloval fresky ve vévodském paláci Palazzo Ducale v Urbinu a v roce 1473 namaloval v Orvietu oltářní obraz. V roce 1480 mu byla vyplacena provize za dva oltářní obrazy v Perugii. V roce 1447 namaloval v Perugii obraz Panna s dítětem na trůně obklopená anděly, serafíny a svatými (Virgin and Child enthroned, and surrounded by Angels, Seraphim, and Saints. Jeho Klanění tří králů (Adoration of the Magi) lze vidět v muzeu umění Sinebrychoff ve finských Helsinkách.
V roce 1468 namaloval polyptych pro hlavní oltář kostela Svatého Eustachia v italské provincii Macerata v oblasti Marche. Polyptych zobrazuje život, mučednictví a nanebezetí Svatého Eustachia, patrona města. Zobrazuje také řadu dalších světců, včetně Sv. Magdalény, Sv. Barbory, Sv. Agáty, Sv. Venantia a Sv. Antonia Abateho.